# Кіпрський музей
Кіпрський музей (також відомий як Кіпрський археологічний музей) — найстаріший і найбільший археологічний музей на Кіпрі.
У музеї зберігаються артефакти, виявлені під час численних розкопок на острові. У музеї знаходиться найширша у світі колекція кіпрських старожитностей і знаходиться на Музейній вулиці в центральній Нікосії. Його історія йде паралельно з курсом сучасної археології (та Департаменту старожитностей) на Кіпрі. Варто зазначити, що демонструються лише артефакти, виявлені на острові.

## Історія
Як установа, Кіпрський музей був заснований у 1882 році під час британської окупації острова за клопотанням кіпрського народу. Петиція була передана до британської адміністрації делегацією на чолі з релігійними лідерами як християнського, так і мусульманського населення.  Головною рушійною силою для цієї дії стали кілька незаконних розкопок та контрабанда старожитностей біля острова. Найбільш масштабний з них був здійснений кількома роками раніше Послом Сполучених Штатів Америки Луїджі Пальма ді Чеснола, який незаконно вивіз з острова понад 35 000 артефактів, більшість з яких були знищені транзитом. Багато речей, що залишилося, потрапило до нещодавно сформованого Музею мистецтв Метрополітен у Нью-Йорку і зараз виставляються у власних галереях на другому поверсі. 
Початковий музей фінансувався за рахунок приватних пожертв і тимчасово розміщувався в існуючих державних установах. Він переїхав до власного приміщення в 1889 році на вулицю Вікторія та розмістився серед середньовічних стін міста. Будівництво нинішньої будівлі розпочалось у 1908 році і спочатку було присвячене пам'яті британського монарха королеви Вікторії. Його спроектував архітектор Н. Баланос з Афінського археологічного товариства, а будівництвом керував Джордж Х. Еверетт Джеффері, тодішній куратор музею.  У 1961 році був завершений другий набір приміщень галерей, комор та офісів.

## Колекції

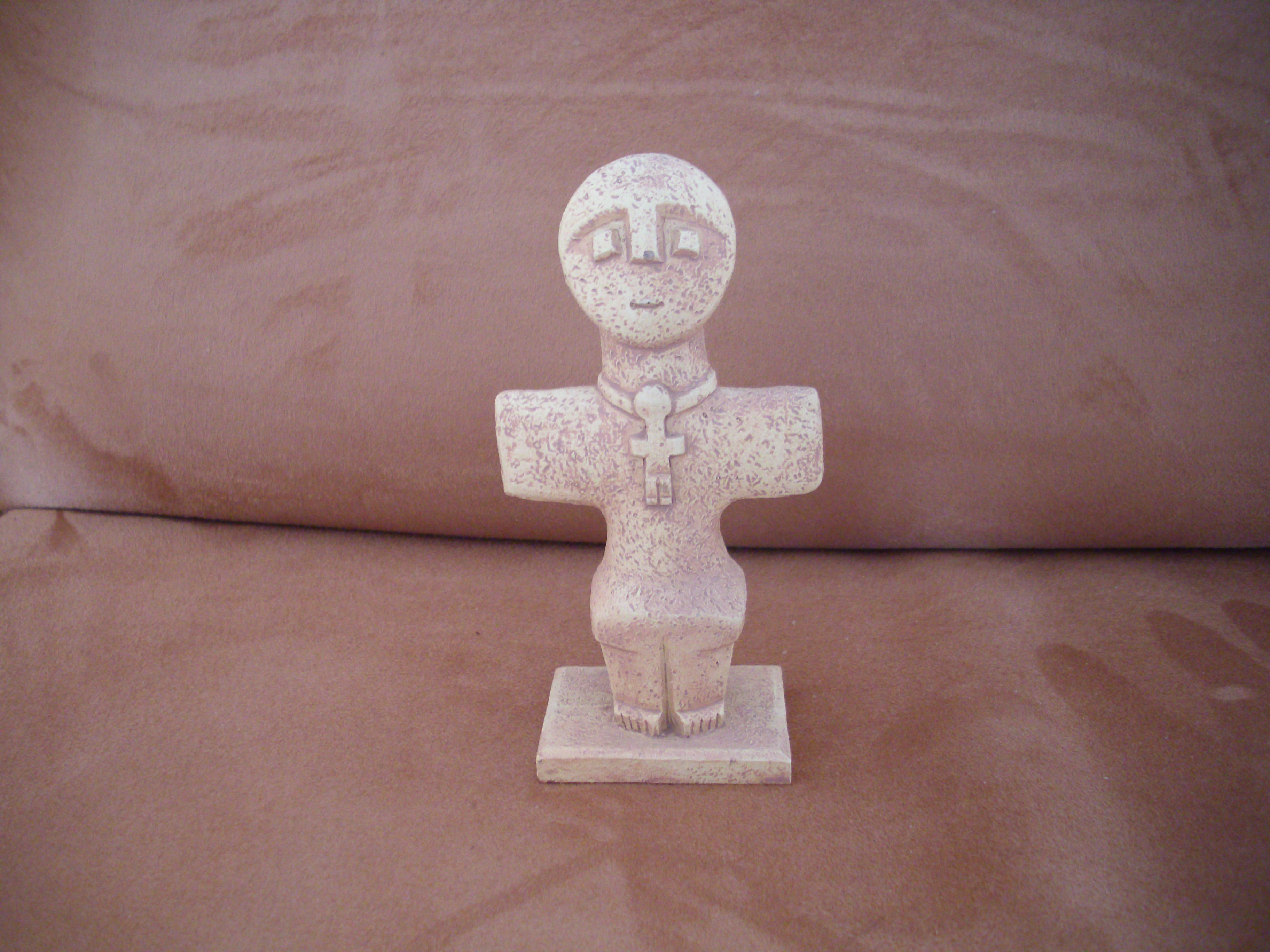
Помоський ідол

Незабаром після свого заснування до музею почали надходити предмети численних розкопок на острові, які в основному проводили британські та європейські експедиції. Показовими є щорічні звіти про розкопки, опубліковані в The Journal of Hellenic Studies з 1890 р.  Невдовзі перший організований каталог був складений та опублікований у 1899 році сером Джоном Майресом та Максом Онефальш-Ріхтером . Колекції музею були значно поповнені першими масштабними систематичними розкопками, проведеними шведською Кіпрською експедицією між 1927 і 1931 роками під керівництвом професора Ейнара Джерстада. 
Сьогодні Кіпрський музей залишається головною експозицією знахідок, що передували незалежності (1960) . Тут також розміщені найважливіші нещодавні придбання. Останніми роками спостерігається поступова децентралізація музейних колекцій Кіпру, і більшість знахідок поточних розкопок зберігаються в місцевих районних музеях . Музей складається з чотирнадцяти експозиційних залів, що оточують квадратну центральну площу, яка включає допоміжні кабінети, бібліотеку, комори та лабораторії для збереження та вивчення предметів колекції. Виставки у кожному залі слідують за хронологічною та тематичною послідовністю, починаючи з періоду неоліту і закінчуючи римським періодом.

## Майбутнє
Музейна колекція настільки переросла місткість існуючих будівель настільки, що в будь-який момент часу виставляється лише незначна частина. В ході кількох розкопок, що тривають, і постійних нових знахідок, питання про переїзд до більш просторих приміщень було піднято, але відповідне місце ще не вирішено. Були пропозиції відновити поруч, а нині зруйновану будівлю Нікосійської старої загальної лікарні , хоча також планується створити новий музей як частину нового більшого культурного центру на місці старого Стадіону гімнастичної асоціації «Панкіпрія» (ГСП). 